# Promised you
「promised you」（プロミスド・ユー）は、ZARDの33作目のシングル。

## 背景
このシングルの発売後、ボーカルの坂井泉水が体調不良に陥り、アルバム『時間の翼』発売後に休養を取っている。シングルもこの後1年半発売されなかった。
本作と同名のポエトリーセレクション vol.4（詩集）が、同年12月12日に発売された。
表題曲は、テレビ朝日系『土曜ワイド劇場』のエンディングテーマとして使用され、半年以上前の同年4月から2002年12月まで使用されたオンエアされたバージョンは明石昌夫によるアレンジである。

### タイアップ先の再放送や商品化の際の扱い
- 地上波でのテレビ朝日や、各地方局などでの再放送では、放送当時の映像のまま「promised you」がエンディングテーマとして放送される。
- 土曜ワイド劇場時代の『相棒』のDVDでは、商品化の際に『威風堂々』に差し替えられている。
- 『天才・神津恭介の殺人推理：第2作・ふた組の夫婦のからみ合う殺意！』の、ホームドラマチャンネルでの再放送（2009年4月）では、『あなたのその胸に』（松田聖子）に差し替えられている。

## 制作、音楽性

### promised you
1998年に発表された「運命のルーレット廻して」以来、2年ぶりの栗林誠一郎による作曲だが、栗林はリリース時点でBeingを離れている。
コーラス参加はMichael Africk。

### The only truth I know is you
Cメロ後の間奏で坂井によるラップが入る。

## ミュージックビデオ
ミュージック・ビデオの撮影は、大阪の『GRAND cafe』で行われた。

## ディスクジャケット
ジャケットは前作「Get U're Dream」同様、過去の写真を使用している。

## 収録曲
1. promised you
作詞：坂井泉水
作曲：栗林誠一郎
編曲：Cybersound
2. The only truth I know is you
作詞：坂井泉水
作曲・編曲：徳永暁人
3. promised you（Instrumental）
  - コーラス入り。

## 楽曲の収録アルバム
- 時間の翼（#1、with P-edition）
- Brezza di mare 〜dedicated to IZUMI SAKAI〜（#1）
- ZARD Single Collection 〜20TH ANNIVERSARY〜（#1,2）
- ZARD Forever Best 〜25th Anniversary〜（#1）

## クレジット
- Michael Africk：ボイス（#1）
- Cybersound：プログラミング（#1）
- 野村昌之：ミックス（#1）